# Pedagogia social
O termo Pedagogia se origina do grego antigo:  paidos (“criança”) e gogía (“conduzir” ou “acompanhar”). Constituindo o conceito paidagogós (pessoas incumbidas de cuidar e ensinar as crianças). Fazia menção ao escravo que levava os meninos à escola e era encarregado também de dar formação (Paidéia), intelectual e cultura.
Social: é aquilo que se refere a  relações, sociabilidade, viver e atuar no coletivo.
A Pedagogia Social surgiu da necessidade de proporcionar metodologias educativas específicas para grupos em necessidades, para a superação de conflitos sociais, para a prevenção de situações de risco e de vulnerabilidade social [(Cf. CALIMAN, G. Pedagogía social. In: PRELLEZO, J.M. (Org). Diccionario de Ciencias de la Educación. Madrid: Editorial CCS, 2009. p. 889-890 ISBN 978-84-9842-317-4 ].  CALIMAN assim conceitua a Pedagogia Social, no Diccionário de Ciencias de la Educacion: "A Pedagogia Social é uma ciência; ciência prática; ciência normativa; ciência descritiva; ciência que produz tecnologia educacional; ciência orientada para indivíduos e grupos; numa relação de cuidado e ajuda; como promotora nas pessoas da capacidade de administrar seus riscos e emancipar sujeitos historicamente oprimidos; através de programas e instituições socioeducativas".
Pedagogia Social se trata de uma ciência prática da educação (porque tem como objetivo a socialização do sujeito), não formal, que se propõe a ser uma forma pedagógica e educacional de trabalho social, que justifica e compreende em termos ampliados a tarefa da socialização, orientando-se em realizar a prática da educabilidade humana voltada para pessoas que se encontram em condições sociais desfavoráveis, tendo uma de suas características peculiares a sua multiplicidade de definições".

## História
Na antiguidade clássica através de filósofos como Platão e Aristóteles já se discutia a importância da Educação no desenvolvimento da Sociedade utilizando-se da filosofia social por intermédio das questões políticas, éticas e pedagógicas, onde o conceito de Pedagogia Social já se discutia em meados de 1900 de acordo com Otto (2009). Embora desde a Idade Média existisse uma tendência ao caráter extra-curricular da pedagogia, e que teóricos como Froebel e Pestalozzi reconhecessem a necessidade de contemplar a questão humanitária, filosófica e política,  foi somente após a segunda revolução industrial no séc XIX que a grande exclusão social e crise econômica favoreceram na Inglaterra e em outras nações europeias, uma necessidade de inclusão social mais intensa e que contemplasse a multidão de necessitados que surgia. No mesmo século, duas nações despontaram como precursoras em programas sociais de caráter educativo: Alemanha e Espanha, a primeira pode ser considerada a precursora da Pedagogia Social como a conhecemos atualmente, graças aos trabalhos de Adolph Diesterweg, que conceitua o termo Pedagogia Social pela primeira vez em 1850, embora a expressão já aparecesse em 1844 nos trabalhos de Magwer. Destacam-se também Paul Natorp que em 1899 passa a analisar a Pedagogia Social enquanto disciplina aproximando-se do conceito tal como o conhecemos atualmente, Korczak, cujo nome de batismo era Henryk Goldszmit (1878 - 1942), sendo pediatra e pedagogo, atuou durante a II Guerra Mundial em orfanatos e abrigos com o objetivo de acolher orfãos de guerra, morreu juntamente com suas duzentas crianças atendidas, em um campo de concentração, deixando textos de significativa importância para a Educação Social, se tornando um percursor do que hoje chamamos de Direitos da Criança.
Os precursores da pedagogia social têm suas origens na ação caritativa do cristianismo e em pedagogistas como  Froebel, antes ainda que se sistematizasse como disciplina. A ação socioeducativa supera o âmbito das instituições caritativas e passa a se desenvolver dentro das políticas assistenciais e sociais. O termo é de origem alemã e foi utilizado inicialmente por K. F. Magwer em 1844, na "Padagogische Revue", e mais adiante por A. Diesterweg (1850) e Natorp (1898), que a analisa como disciplina pedagógica. Foram as problemáticas sociais que emergiram da industrialização, a partir da metade do século XIX, especialmente na Alemanha, que motivaram tal sistematização da pedagogia social como ciência e como disciplina.

## No Brasil
O termo Pedagogia Social, surge no Brasil no inicio do Séc. XX ao ser relacionada com a terminologia Educação Popular, pois de acordo com Ribas (2010) ambas estão ligadas em um contexto histórico onde grande parte da população brasileira não tinham acesso a escola e não sabiam ler e escrever, para Saviani (2008), na Primeira República o termo educação popular junto ao processo de implantação dos sistemas nacionais de ensino ocorrido ao longo do século XIX, buscava generalizar para toda a população de cada país, a implantação de escolas primárias de modo que  o conceito se coincidia com o de instrução pública, sendo o caminho para erradicar o analfabetismo.A Pedagogia Social  então surge no Brasil por meio da ênfase no assistencialismo das políticas públicas, a partir das quais a sociedade civil começa a entrar nos debates realizados, mesmo que restritamente, assumindo responsabilidades nos projetos sociais.
Um dos grandes representantes da pedagogia social no Brasil foi o pensador Paulo Freire, o qual criou a educação para adultos na década de 60. Essa criação de Paulo Freire influenciou as campanhas gerando a conscientização para a área da alfabetização, mobilizando assim a sociedade  para a transformação social da educação como um todo.
Desde a década de 60 existem estudos relacionados à pedagogia social, porém no Brasil persiste a carência nessa área. Consequentemente outras organizações na sociedade tentam suprir as falhas governamentais.²
Desta forma Paulo Freire se consolidou como precursor da Pedagogia Social no Brasil, fazendo com que seu trabalho social fosse reconhecido internacionalmente, tornando-se referência na formação social e educacional do indivíduo.

## Influência na Educação
A Lei de Diretrizes e Bases da Educação, no artigo primeiro aborda a educação e seus processos que acontecessem na vida familiar, nas comunidades sociais, culturais e profissionais, atingindo diversas áreas escolares ou não.
A Pedagogia Social tem influência na educação para melhoria da relação escola-família, pois a educação abrange diversas áreas da sociedade, como as citadas acima, as quais a escola faz parte do processo, mas ainda assim a educação vai além dos muros escolares.
Por serem os objetos da Pedagogia Social decorrentes de necessidades sociais, essas áreas de intervenções sofrem muitas alterações de acordo com as pressões sócio-históricas e a realidade vivida. O pedagogo social tem a função de atuar em  espaços onde crianças, jovens e idosos encontram-se em situações de vulnerabilidade social. Esse profissional está diretamente ligado na formação social e humana desses sujeitos, uma vez que deverá trabalhar questões valorativas, éticas, socialização, cidadania.
A dimensão prática da educação social que não ocorre necessariamente nas instituições de ensino e pesquisa, sempre foi muito intensa no Brasil, sobretudo a partir dos anos 70. A Pedagogia Social se apresenta como um modo particular de educação onde a educação formal não consegue chegar: nas relações de ajuda a pessoas com dificuldade, principalmente crianças e jovens que sofrem por privação às suas necessidades mais fundamentais.
A partir daí são criadas várias instituições com projetos e atividades não formais voltadas para a educação como: escolas abertas em finais de semana e/ou em turno inverso, atividades de lazer com esportes, musicalização, acesso à cultura, formação de creches comunitárias, clubes, associações, agindo também na recuperação de crianças e jovens tóxico-dependentes, adolescentes em situações de risco ou conflito com a lei.  A Pedagogia Social também oferece auxílio em empresas com funcionários em desequilíbrio psicossocial.